# Бекеши (лунный кратер)
Кратер Бекеши (лат. von Békésy) — крупный ударный кратер в северном полушарии на обратной стороне Луны. Название дано в честь американского физика, биофизика и физиолога венгерского происхождения Дьёрдь фон Бекеши (1899—1972) и утверждено Международным астрономическим союзом в 1979 г. Образование кратера относится к донектарскому периоду.

## Описание кратера

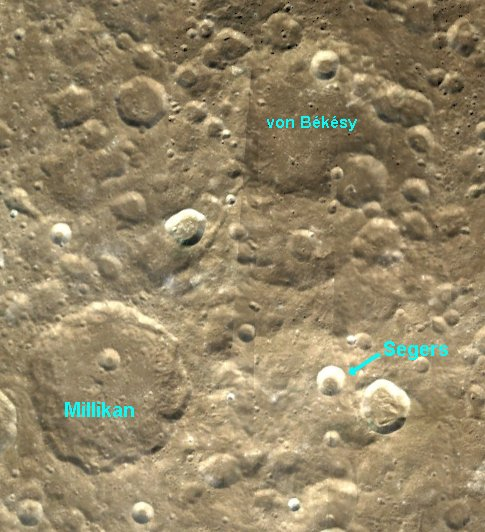
Экранный снимок программы World Wind 1.4.

Ближайшими соседями кратера являются кратер Вольтерра на севере, кратер Милликен на юго-западе, кратер Сегерс на юге. 

Селенографические координаты центра кратера 51°55′ с. ш. 126°44′ в. д. / 51,92° с. ш. 126,73° в. д., диаметр 96,25 км, глубина 2,85 км.

За время своего существования кратер подвергся значительному разрушению последующими импактами, вал кратера перекрыт множественными кратерами, наиболее крупный из которых перекрывает юго-восточную часть вала. Высота вала над окружающей местностью составляет 1460 м, объем кратера приблизительно 9000 км³. Дно чаши кратера сравнительно ровное, без приметных структур, испещрено множеством мелких кратеров.

## Сателлитные кратеры

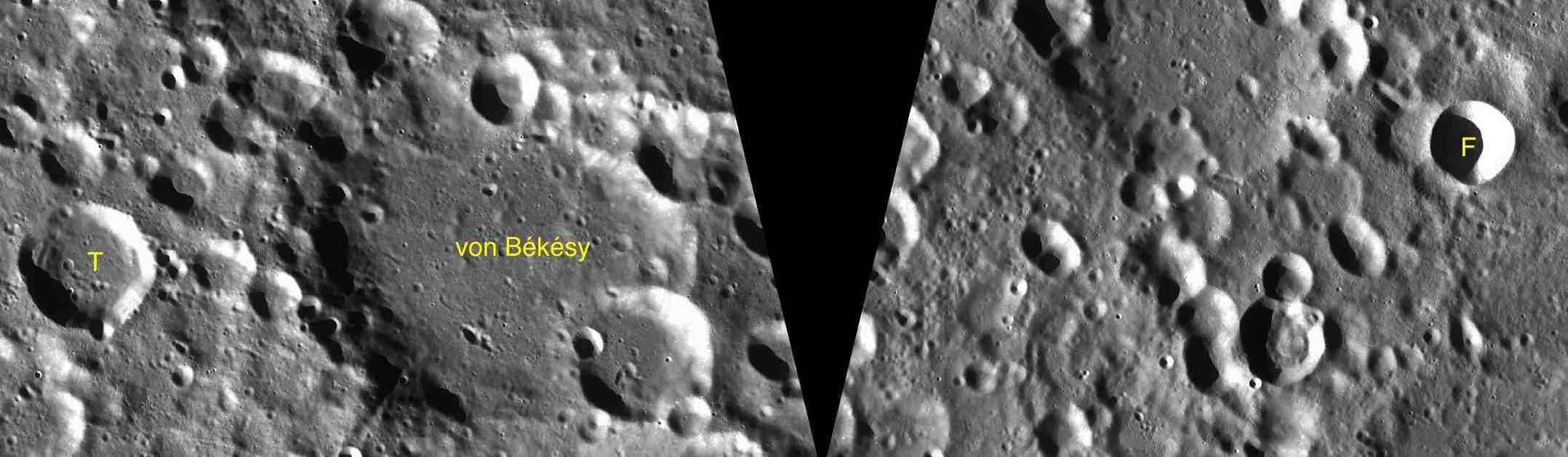
Фрагменты карт LAC-15, LAC-16.

| Бекеши | Координаты                                             | Диаметр, км |
| ------ | ------------------------------------------------------ | ----------- |
| F      | 52°48′ с. ш. 137°02′ в. д. / 52,8° с. ш. 137,04° в. д. | 19,2        |
| T      | 52°00′ с. ш. 121°44′ в. д. / 52° с. ш. 121,73° в. д.   | 30,4        |